# Vișinelu, Mureș
Vișinelu, mai demult Cistelec, (în maghiară Csehtelke, în germană Böhmhausen, în trad. "satul cu boemi", coloniști din Boemia) este o localitate componentă a orașului Sărmașu din județul Mureș, Transilvania, România.

## Date generale
Satul aflat în valea Frata este atestat documentar din anul 1306.
Pe Harta Iosefină a Transilvaniei din 1769-1773 (Sectio 142), localitatea a apărut sub numele de „Csehtelke'”.

## Demografie
Populația satului, ajunsă în anul 1930 la 1086 locuitori, era compusă, conform recensământului din 2002, din 324 de gospodării și un număr de 564 locuitori.

## Personalități
- Ovidiu Iuliu Moldovan (1942-2008), actor

## Vezi și
- Biserica de lemn din Vișinelu

## Imagini

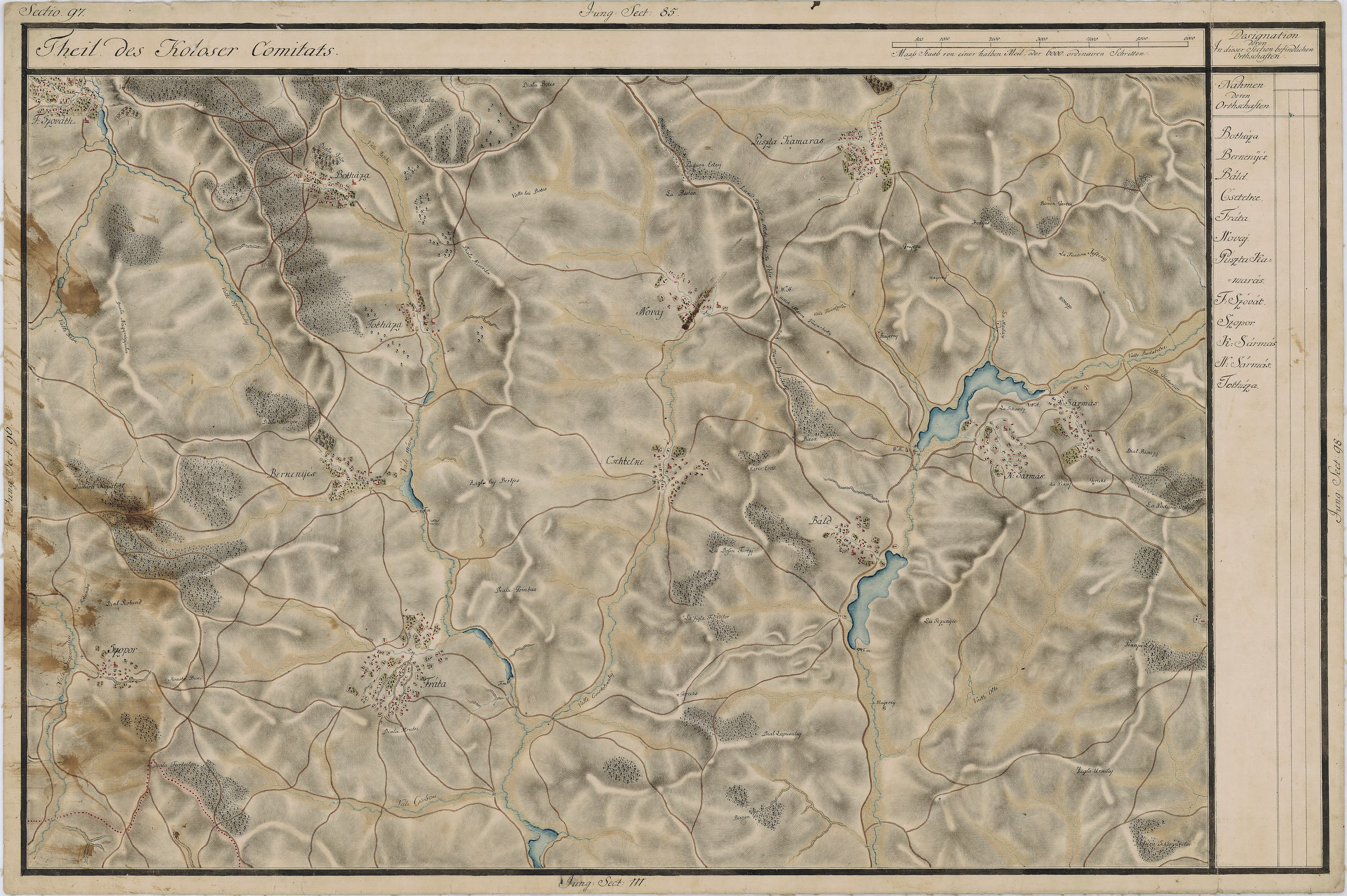
Csehtelke pe Harta Iosefină a Transilvaniei, 1769-1773
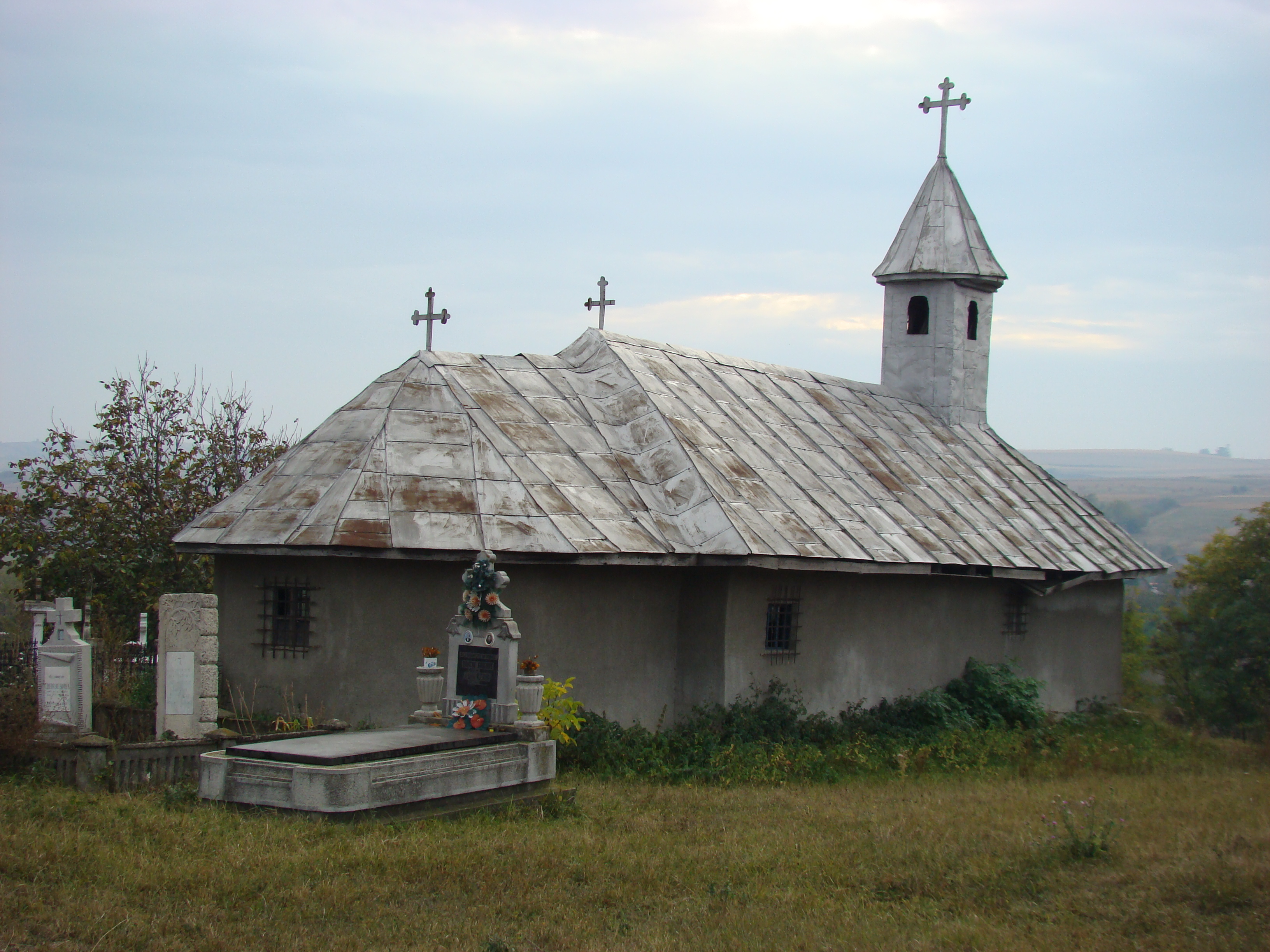
Biserica de lemn